# Studio (attività)

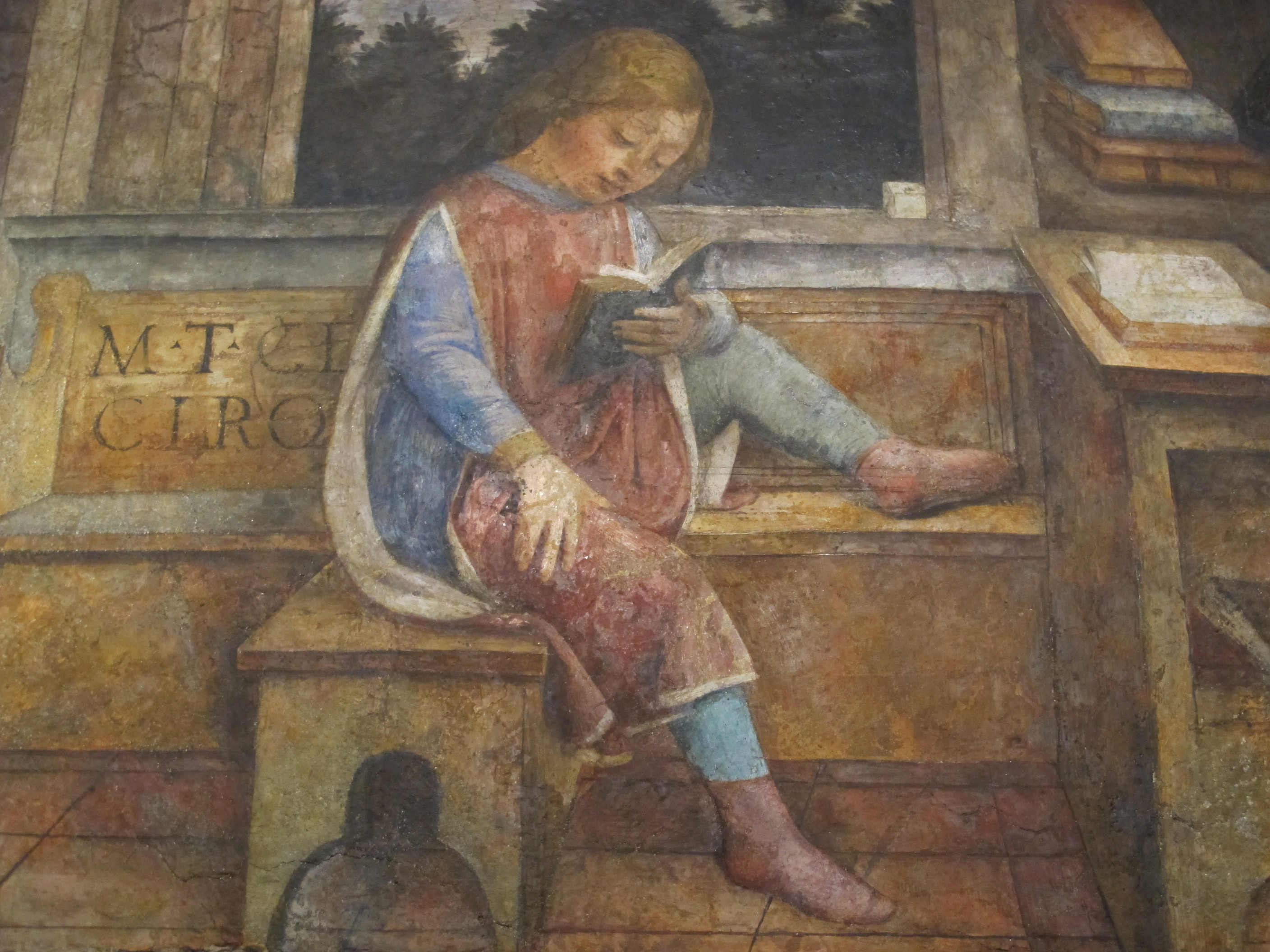
Fanciullo che legge Cicerone, di Vincenzo Foppa (1464 circa)

Lo studio è da considerarsi come l'insieme delle tecniche e delle strategie messe in atto da un soggetto per appropriarsi della conoscenza di una data disciplina e/o delle relazioni intercorrenti fra di essa e le altre conoscenze. Ne è caratteristica, nell'ambito del più generale apprendimento, la volontà messa in atto dallo studente con cui approcciarsi a una determinata materia. 

## Tecniche
Esistono diverse tecniche di studio e metodi di memorizzazione chiamati mnemotecniche attraverso i quali è possibile costruire vere e proprie metodologie di studio.